# 6150 Neukum
6150 Neukum (1980 FR1) là một tiểu hành tinh vành đai chính được phát hiện ngày 16 tháng 3 năm 1980 bởi C.-I. Lagerkvist ở La Silla.